# 武汉大学测绘遥感信息工程国家重点实验室
武汉大学测绘遥感信息工程国家重点实验室是武汉大学4个中国国家重点实验室之一。1989年9月成立于原武汉测绘科技大学内。
现任实验室主任为芬兰科学与人文院院士陈锐志教授。实验室学术委员会主任为李德仁院士。

## 資料來源
1. ↑  .   [2016-12-04]. （原始内容存档于2014-05-21）.